# Ruzaika Al-Tarish
Raziqa Al Tarsh (3 de junio de 1954 – 4 de julio de 2025) fue una actriz y personalidad de los medios de comunicación emiratí. Al-Tarsh fue una de las primeras mujeres en convertirse en figura mediática en los Emiratos Árabes Unidos. Comenzó su carrera como locutora en Radio Abu Dabi en 1969, y más tarde pasó a la televisión durante la década de 1970, donde presentó numerosos programas antes de adentrarse en el mundo de la actuación a finales de esa década. Participó en varias series destacadas, entre ellas Luck, Nassib, Hair Flying, Tamasha, Saeed Al Haz y Al-Qiyada.

## Carrera

### Etapa en la radio
Inició su carrera en el mundo de la radio, medio que amaba, en 1964. Se destacó en el programa Women a través de los relatos breves que presentaba, y también participó en el programa True or True, que narraba la historia de una pareja discutiendo sus problemas cotidianos. En 1969, Razika se incorporó al equipo de Radio Abu Dabi.

### Etapa en el teatro
Al-Tarsh actuó en cinco obras teatrales entre 1969 y 1979, incluyendo Allah Ya Dunya, Patience Is Good y Tab Al Awal Tahwal.

### Etapa en la televisión
En 1977 y 1978 se adentró en el mundo de la actuación televisiva, apareciendo en tres producciones dramáticas: Al Shaqiqan y Ashhafan, junto a Sultan Al Shaer y Mohammed Al Janahi, y Al Ghus, junto a Khaled Al Nafisi, Ali Al Mufidi y Maryam Al Saleh. A partir de 1980, Al-Tarsh participó en 40 series de televisión, tanto dramáticas como cómicas, muchas de las cuales se emitieron durante el mes de Ramadán. Interpretó papeles tradicionales y cómicos destacados, entre ellos en Hareem Bouhlel, Manaqat Zawaj, Sawalef, las distintas temporadas de Tamasha, Ajeeb Ghareeb, Saeed El Haz, Habet Raml, Bahr El Lail, Shabih El Reeh y El Qayadah. Durante la temporada de Ramadán de 2020, participó en tres series: Miftah El Qafel, Bint Soghan y Kena Ams.

### Etapa en el cine y en la escritura
En cine, Al-Tarsh actuó en tres películas: Eqab, El Khetba y Zel. También contribuyó al mundo de la escritura. Su primera obra fue la serie cómica Naema and Naema, protagonizada por la actriz egipcia Samira Ahmed y el artista Ahmed Al-Ansari. Asimismo, escribió los guiones de series como Azab Al-Dameer y Ateeja and Ateej.

## Fallecimiento
Al-Tarsh falleció el 4 de julio de 2025, a los 71 años de edad.